# دليل وثائقي
المستندات هي البيانات المسجلة بطريقة الكتابة أو الصوت أو الصورة . تكون المستندات رسمية أو عادية . يعتبر المستند دليلاً قاطعاً على ما اشتمل عليه .
هنالك أدلة وثائقية مشتركة، بما في ذلك العقد، ومجموعة متنوعة من الوثائق العامة والخاصة، وعقود الإيجار، وشهادات الزواج، وترخيص العقارات، والعلامات التجارية، بريد إلكتروني، برقية، الدرجات، وتذاكر السيارة، ومجموعة متنوعة من وثائق النقل، مثل شهادة مسؤولية الحادث. الأدلة الوثائقية لإثبات المحتوى الفكري مع وقائع القضية؛ المحتوى الفكري من خلال أدلة وثائقية، مثل النص أو رموز أو صور التعبير عن الحوادث في مجموعة متنوعة من النفقات الطبية، اتفاق الوساطة بين الأطراف نفسها هي جزء من أدلة وثائقية.

## تعريف المستندات الرسمية
المستندات الرسمية هي التي يثبت فيها شخص مكلف بخدمة عامة ما تم على يديه أو تلقاه من ذوى الشأن، وذلك طبقاً للأوضاع القانونية وفي حدود سلطته واختصاصه . تكون المستندات الرسمية حجة على الجهة التي أصدرتها وعلى الكافة بما دون فيها ما لم يثبت تزويرها .
1. تكون صورة المستند الرسمية التي يعتمدها الموظف المختص عند وجود الأصل حجة بالقدر الذي تكون فيه مطابقة للأصل .
2. يفترض مطابقة الصورة للأصل فإذا نازع في ذلك الخصم ضاهى الصورة مع الأصل .
3. إذا لم يوجد الأصل تكون للصورة نفس حجية الأصل متى كان مظهرها لا يسمح بالشك في مطابقتها للأصل .

## تعريف المستندات العادية
المستندات العادية هي الأوراق المثبت بها واقعة وموقعة بإمضاء الشخص الذي يحتج بها عليه أو بختمه أو بصمة أصبعه . تعتبر البيانات المسجلة بطريقة الصوت أو الصورة مستندات عادية .
1. تعتبر المستندات العادية صادرة عمن نسبت إليه ما لم ينكر نسبتها إليه أو يحلف من يخلفه بأنه لا يعلم أن الإمضاء أو الختم أو البصمة أو الصوت أو الصورة هي لمن تلقى عنه الحق .
2. يجوز في حالة الإنكار إثبات صحة صدور المستند عمن نسب إليه بكافة طرق الإثبات .
3. يفترض في المستندات العتيقة التي مضى عليها عشرون عاماً أو أكثر أنها صادرة عمن نسبت إليه، كما يفترض صحة توقيع الشهود .[2]

## وسائل الحصول على أدلة الإثبات
- المراجعة المستندية: لاعتبار المستند كدليل إثبات في التدقيق، على المدقق التأكد من استيفائه للشروط التالية:الشروط القانونية خاصة بالنسبة للعقود (مثل عقود الملكية).التأكد من البيانات الرقمية وتوضيح أسماء وخصوصيات الأطراف ذات العلاقة بالمستند (مثل الاسم، العنوان، التاريخ وغيرها)،التأكد من طبيعة العملية التي يتعلق بها المستند ودخولها ضمن طبيعة النشاطات المعاملية التي اعدت من اجلها، وكذلك إمضاءات وتوقيعات الأطراف المعنية، التحقق من الدورة المستندية ومختلف المراحل التي يمر بها منذ نشأته إلى غاية حفظه في الأرشيف أو إتلافه.

## وصلات خارجية
- Legal Terms Glossary
- LII's Federal Rules of Evidence
- Federal Rules of Evidence (PDF 2009)